# ديك ريتشاردز (مخرج)
ديك ريتشاردز (بالإنجليزية: Dick Richards)‏ هو منتج أفلام ومخرج أمريكي، ولد في 9 يوليو 1936 في بروكلين في الولايات المتحدة.

## وصلات خارجية
- الموقع الرسمي
- ديك ريتشاردز على موقع IMDb (الإنجليزية)
- ديك ريتشاردز على موقع ألو سيني (الفرنسية)
- ديك ريتشاردز على موقع تيرنر كلاسيك موفيز (الإنجليزية)
- ديك ريتشاردز على موقع أول موفي (الإنجليزية)
- ديك ريتشاردز على موقع أول موفي (الإنجليزية)
- ديك ريتشاردز على موقع قاعدة بيانات الأفلام السويدية (السويدية)
- ديك ريتشاردز على موقع إن إن دي بي (الإنجليزية)
- ديك ريتشاردز على موقع قاعدة بيانات الفيلم (الإنجليزية)
- ديك ريتشاردز على موقع كينوبويسك (الروسية)